# 足守
足守（あしもり）は、岡山県岡山市北区にある大字である。以前は上足守（かみあしもり）と称した。旧吉備郡足守町域にあたる足守地域センター管轄域の一部であり、同地の中枢的地区で、同センター所在地である。また岡山市立足守小学校・岡山市立蛍明小学校・岡山市立足守中学校の学区内であり、連合町内会・コミュニティ協議会の区域は足守（あしもり）である。
当地の中心部は、江戸時代に足守藩の陣屋町として栄え、現在も大名庭園の近水園や歴史的建造物群が残り、岡山県指定の町並保存地区となっている。
郵便番号は、701-1463（高松郵便局管区）。人口は5983人（男性2868人、女性3115人）、世帯数は2821世帯（平成30年7月現在）。

## 概要
岡山市北西にあたり、足守川上流域の山間から平地に出た谷口のところに位置する扇状地に発達した地域である。
古代より備中国の中枢の一部に位置し、古くより栄えていた地域である。
また前述のように、江戸時代に陣屋町であった背景があるため、史跡・文化財が多く、緒方洪庵や木下利玄などの文化人を輩出している。
なお、JR桃太郎線（吉備線）の足守駅は旧足守町域外となり、当地は同駅から真北へ約4キロメートルほどの場所となる。

### 小・中学校の学区
公立の小・中学校に通学する場合、学区は次のように指定されている。
| 区域 | 小学校                 | 中学校     |
| ---- | ---------------------- | ---------- |
| 全域 | 足守小学校\|蛍明小学校 | 足守中学校 |

## 沿革
古代においては『和名類聚抄』に載る備中国賀夜郡葦守郷の一部とされる。中世初頭から京都神護寺の荘園となり、足守荘と呼ばれた。神護寺所蔵の嘉応元年12月の日付がある備中国足守庄絵図（国指定重要文化財）には、四至の牓示をしるし、条里の坪割を書き入れ、裏書きにこの地方の開発者とされる豪族賀陽氏ほか荘官らの署名があり、これにより当地は賀陽氏の本拠のひとつであったことが窺える。
中世末、戦国時代になると毛利方となった三村氏の勢力下になり、織田方の宇喜多氏からの防衛のための国境七城の一つとして当地に神路山城（宮地山城）が築かれた。三村氏が討たれると、宇喜多氏の支配下となる。
江戸時代に入ると、姫路城の木下家定が2万3000石を与えられ、当地に陣屋を構え足守藩を発足させた。足守川の西岸の山寄りの地に藩主居館、陣屋、侍屋敷を配置。また町方と村方に区分し、町方は上ノ町・下ノ町・備前町・田原町・思案町・中裏町・下裏町・河原町・中河原町・荒神町・福禄町・新町（西町）・下川向町・上川崎町・下川崎町・植之町・蛍町などが町割りされた。侍屋敷に従属した商人・職人が多く居住し、陣屋町が形成された。上足守村の石高は、991石3斗8升5合5勺、西村姓の大庄屋がいた。
明治になり、明治22年6月1日に町村制施行に伴い、上足守村・下足守村・上土田村が合併し、新しい足守村を新設。同村の大字上足守となり、当地に役場を構える。同29年には町制移行し、足守町に改称。同33年の郡統合による吉備郡の新設を経て、昭和31年3月31日に足守町と大井・日近・岩田・福谷村の5町村が合併し、新たな足守町を新設、当地に役場を構えた。続いて同46年に岡山市へ編入合併し、合併の後に上足守は足守へ改称した。
平成22年に岡山市が政令指定都市へ移行し、行政区（北区）を設置、その管轄下になる。

## 名所・旧跡
- 足守町並み保存地区
  - 備中足守まちなみ館
  - 足守プラザ
  - 米蔵ギャラリー
  - 藤田千年治邸 - 旧足守商家
  - 杉原家住宅 - 岡山県重要文化財
  - 足守歴史公園
  - 足守藩旧侍屋敷 - 岡山県指定史跡
  - 東光寺 - 日蓮宗
  - 乗典寺 - 日蓮宗
- 近水園 - 岡山県名勝、岡山三大庭園のひとつ
- 木下利玄生家 - 岡山県指定史跡
- 銀風閣
- 岡山市立歴史資料館足守文庫
- 大光寺 - 臨済宗、岡山県指定史跡
- 緒方洪庵生誕地 - 岡山県指定史跡
- 神路山城址
- 鍛冶山城址

## 主要施設
公的施設
- 北区役所足守地域センター
- 岡山市立足守図書館

教育施設
- 岡山市立足守小学校
- 岡山市立足守幼稚園

医療・福祉施設
- もみの木保育園

郵便局
- 足守郵便局

金融機関
- 中国銀行
- 吉備信用金庫

一般企業・商店
- NTT西日本足守電話交換所
- 天満屋ハピーマート

神社仏閣
- 荒神社
- 木野山宮
- 秋葉神社
- 大光寺
- 正覚寺
- 海禅寺
- 田上寺
- 東典寺
- 金光教信徒会館

## 交通
道路
- 国道429号
- 岡山県道271号総社足守線
- 岡山県道701号岡山賀陽自転車道線（吉備高原自転車道）